# Archie Shepp
Archie Vernon Shepp (ur. 24 maja 1937 w Fort Lauderdale) – amerykański muzyk jazzowy i bluesowy, saksofonista (głównie tenorowy), pianista, wokalista, kompozytor, poeta, dramaturg.
Jedna z czołowych postaci free jazzu (improwizator, kompozytor, propagator).

## Życiorys

### Początki
Urodził się w Fort Lauderdale (Floryda), ale dorastał w Filadelfii (Pensylwania). Jako nastolatek chodził do szkoły (Germantown High School) w Germantown (obecnie dzielnica Filadefii).
Jego ojciec grał na banjo, śpiewał bluesa. Jeszcze jako dziecko Archie słuchał w domu muzyki Duke’a Ellingtona, Oscara Pettiforda, Bena Webstera i in.
Zaczął uczyć się gry na fortepianie mając dziesięć lat. Zanim ostatecznie wybrał saksofon tenorowy grał wcześniej na klarnecie
i saksofonie altowym. Mając 16 lat przyjaźnił się z Lee Morganem (o rok od niego młodszym, ale już dobrym, utalentowanym trębaczem), dzięki któremu rozwinął swoje muzyczne umiejętności i wiedzę.
Zanim wybrał zawód muzyka, w latach 1955-1959 uczył się w Goddard College w Plainfield (Vermont). Początkowo zamierzał zostać prawnikiem, jednak po spotkaniu z wykładowcą-pisarzem Joe Rosenbergiem zmienił decyzję. W rezultacie w 1959 został absolwentem Goddard, otrzymując dyplom z zakresu literatury dramatycznej. W latach późniejszych uzupełniał swoją wiedzę studiując na Hunter College i New School for Social Research w Nowym Jorku. Podczas nauki kilka miesięcy spędził wraz z rodziną w Harlemie, gdzie miał okazję poznać nowojorską scenę jazzową. Po uzyskaniu dyplomu w 1959 Shepp wyjechał do Nowego Jorku wraz ze swą żoną, koleżanką z Goddard (ślub w 1959).

### Lata sześćdziesiąte
W Nowym Jorku Shepp podejmował pracę nauczyciela angielskiego w szkołach publicznych, bywał pracownikiem socjalnym, korzystał z pomocy opieki społecznej. Bez powodzenia starał się jednocześnie w nowojorskich teatrach o pracę zgodną ze swoim wykształceniem.
W tym czasie powstawała jego pierwsza sztuka „The Communist” (1965), alegoryczna opowieść o sytuacji Afroamerykanów. Sztuka została wystawiona przez Chelsea Theater (ale dopiero kilka lat po jej powstaniu, a pierwotny tytuł został zmieniony na „Juneburg Graduates Tonight”). Po tym tytułem ukazała się też drukiem. Wydano ją w Nowym Jorku w 1972 w antologii „Black drama anthology”. W Chelsea Theater wystawiono też „Lady Day: A Musical Tragedy” – o życiu Billie Holiday. Spektakl powstał przy współpracy trębacza i kompozytora Cala Masseya (1972). Natomiast trzy jednoaktówki Sheppa wystawił Public Theatre. Jeden z utworów poetyckich napisanych przez Sheppa w San Francisco w 1966 – „Revolution”, opublikowany został dopiero we wrześniu 2009 (przez francuskie pismo „L'Écho d’Orphée”).
Podczas ciąży żony Shepp, zmuszony do uzupełnienia domowego budżetu, przez jakiś czas grał na saksofonie altowym z zespołami grającymi na zabawach tanecznych. Brał też udział w jam sessions w jazzowych klubach (m.in. w Café Wha?).
Karierę profesjonalnego muzyka rozpoczął w 1960, gdy dołączył do grupy awangardowego pianisty Cecila Taylora, polecony liderowi przez basistę zespołu – Buella Neidlingera. W ten sposób Shepp nawiązał kontakt z jazzową awangardą i, pozostając pod wielkim wpływem Taylora jako muzyka i człowieka, brał potem udział w nagraniach takich jego albumów jak: Air, The World of Cecil Taylor i Cell Walk for Celeste.
Przez dwa lata (1962-1963) prowadził zespół, którego drugim liderem był Bill Dixon. Z nimi Shepp nagrał pierwszą płytę firmowaną już własnym nazwiskiem. Był to album Archie Shepp – Bill Dixon Quartet dla Savoy Records w 1962 (z kompozycjami Ornette’a Colemana).
Shepp był potem (1963) jednym z muzyków tworzących New York Contemporary Five (byli w nim też: trębacz Don Cherry, saksofonista altowy John Tchicai, basista Don Moore i perkusista J.C. Moses). Niedługo po nagraniu pozytywnie ocenionej przez krytykę płyty New York Contemporary Five Shepp – w 1964 – opuścił zespół, tworząc swoje własne grupy. W tym okresie bardzo go zajmowały, interesujące już dawniej, kwestie społeczne i polityczne. Wraz z innymi muzykami z kręgu free jazzu związany był z ruchem walczącym o prawa obywatelskie w Stanach Zjednoczonych. Został też członkiem założonej w 1964 przez Billa Dixona (przy wsparciu Cecila Taylora) Jazz Composers Guild.
W zespołach prowadzonych przez Sheppa grali w tym czasie: Roswell Rudd, Bobby Hutcherson, Reggie Workman, John Tchicai, Beaver Harris i Grachan Moncur III.
Jako muzykowi cenionemu przez Johna Coltrane’a udało mu się podpisać kontrakt z wytwórnią Impulse!, co stało się zarówno źródłem pierwszych zarobków (granie free jazzu nie przynosiło na ogół dochodów), jak i krytyki ze strony innych członków Jazz Composers Guild.
W 1964 powstała płyta: Four for Trane, którą wypełniały głównie kompozycje Coltrane’a z jego albumu Giant Steps.
Nowe wersje Shepp nagrał wraz ze swymi długoletnimi przyjaciółmi: Ruddem, Workmanem i Tchicai, a jednym z producentów płyty był sam John Coltrane.
Pod koniec 1964 Shepp brał udział w sesjach nagraniowych albumu Coltrane’a A Love Supreme, jednak żaden z utworów, w których można go było usłyszeć, nie znalazł się na ostatecznej wersji tej płyty (pojawiły się natomiast na reedycji z bonusami -wydanie specjalne, dwupłytowe- w 2002).
Nagrał jednak następne swoje albumy: Fire Music i On This Night (nieco później Impulse! wydało jeszcze Further Fire Music).
Fire Music to album będący dowodem pogłębiania się świadomości politycznej Sheppa oraz jego afrocentryzmu. Jedno z nagrań
na płycie to „Malcolm, Malcolm – Semper Malcolm” wygłoszona poetycka elegia poświęcona Malcolmowi X. W tym okresie Shepp był jedną z bardziej widocznych postaci „pokolenia free”, swoje poglądy wyrażał zarówno poprzez muzykę, jak i nagrywane na płytach gniewne, antyrasistowskie wypowiedzi.
W 1965 pracował z Johnem Coltrane’em przy nagrywaniu kolejnej płyty Asencion (razem z Tchicai i innymi muzykami obecnymi na Four for Trane).
Potwierdzeniem faktu, że Archie Shepp stał w pierwszym szeregu jazzowej awangardy, była płyta New Thing at Newport nagrana 2 lipca 1965 i podzielona pomiędzy dwóch muzyków: jedna strona to występ Johna Coltrane’a, druga – Archiego Sheppa.
Albumem The Magic of Ju-Ju (1967) wraca do Afryki i jej dźwięków. Związek muzyki z kontynentem afrykańskim pogłębiony został
poprzez wykorzystanie charakterystycznych dla Afryki instrumentów perkusyjnych (dundun, tama, tam-tamy). W tym okresie wielu afroamerykańskich jazzmanów było pod narastającym wpływem afrykańskiej kultury i tradycji muzycznych. Pharoah Sanders i Archie Shepp byli jednymi z pierwszych i jednocześnie najmocniej zaangażowanych. The Magic of Ju-Ju ukształtowało brzmienie Sheppa na kilka następnych lat: awangardowe, free jazzowe dźwięki saksofonu łączone z rytmami i ideologią Afryki.
W 1969 odbywa swoją pierwszą podróż do Afryki. Bierze udział w odbywającym się w Algierze Pan African Festival.

### Lata siedemdziesiąte i późniejsze
W 1974 Shepp rozpoczął swą długoletnią karierę wykładowcy historii muzyki na University of Massachusetts w Amherst. Dwa pierwsze cykle wykładów Sheppa to: „Revolutionary Concepts in African-American Music” and „Black Musician in the Theater”. Wcześniej (1969-74) był profesorem na stanowym uniwersytecie w Buffalo (SUNY – The State University of New York).
Eksperymenty muzyczne kontynuował Shepp również w latach 70., włączając np. do składu swoich zespołów muzyków grających na harmonijce ustnej czy osoby mówiące (recytujące) utwory poetyckie, ale w jego utworach usłyszeć można było coraz więcej „czarnej Ameryki”: spirituals, pieśni gospel i tradycyjnego bluesa.
Albumy z 1972: Attica Blues czy The Cry of My People zawierały – oprócz muzyki – jego wypowiedzi na temat praw człowieka. Attica Blues była reakcją Sheppa na wydarzenia w więzieniu w Attica w hrabstwie Wyoming (bunt więźniów). Jednak ton jego wypowiedzi nie był już tak radykalny jak w poprzedniej dekadzie.
Pod koniec lat 70. i później Shepp grał zarówno muzykę uprawianą dotychczas, jak i wkraczał na nowe obszary. W dalszym ciągu wykorzystywał muzykę afrykańską, ale jednocześnie nagrywał ballady czy spirituals – np. Goin’ Home z Horace’em Parlanem (1977), albo płyty o wyraźnie bluesowym charakterze – Trouble in Mind (którą w 1980 w ankiecie „Down Beatu” krytycy uznali za płytę roku). Wyrażał swoje uznanie dla takich jazzmanów jak Charlie Parker czy Sidney Bechet, nie kryjąc jednak swego zainteresowania rhythm and bluesem. W tym samym czasie nagrywał też z różnymi muzykami europejskimi: z Holendrem Jasperem van ’t Hofem, pianistą pochodzącym z Beninu (dawn. Dahomej) – Tchangodei, duńskim basistą Nielsem-Henningiem Ørstedem Pedersenem czy węgierskim saksofonistą Dreschem Mihály’m.
Na początku lat 90. nawiązał kontakt, i potem często grywał, z francuskim trębaczem Erikiem Le Lannem, z którym w 1995 nagrał płytę Live in Paris. Rezultatem wspólnego grania z pianistą Horace’em Parlanem były płyty Black Ballads i Goin’ Home.
W 1995 otrzymał nagrodę muzyczną (Music Award) przyznaną mu przez NEFA (New England Foundation for the Arts Achievement).
W 2004, razem z Monette’m Berthomierem, założył w Paryżu (Francja) własną wytwórnię płytową – „Archie Ball”. Z wytwórnią współpracują i wydają w niej płyty tacy muzycy jak: Jacques Coursil, Monica Passos, Bernard Lubat i Frank Cassenti.
W 2006 Shepp wziął udział w nagraniu płyty francuskiego rapera Rocè „Identité en crescendo”. Współpracował też z innymi raperami i muzykami hip-hopowymi: Chuckiem D, Vicelowem czy Napoleonem Maddoxem, występując z nimi na scenie czy też nagrywając płyty. W listopadzie 2007 w paryskim klubie New Morning wystąpił razem z Raghunathem Manetem, hinduskim tancerzem i muzykiem grającym na vinie klasyczną muzykę indyjską.
W 2006 występował na zaproszenie paryskiego muzeum sztuki współczesnej (Fondation Cartier) podczas cyklu imprez „Nomadic Nights”, tym razem nazwanych „Black Nights” i poświęconych kulturze afroamerykańskiej. W maju 2007, w 70. rocznicę swoich urodzin, wziął udział w „Sibiu Jazz Festival” odbywającym się w rumuńskim mieście Sybinie, gdzie wystąpił wraz z grupą Born Free Band. Towarzyszyli mu m.in. Rocè oraz pochodzący z Mali muzyk Cheick Tidiane Seck.
Archie Shepp jest też honorowym przewodniczącym i, niejednokrotnie, aktywnym uczestnikiem festiwalu „Jazz à Porquerolles”, który od 2002 odbywa się w lipcu na wyspie Porquerolles, u południowych wybrzeży Francji.
W 2009 Uniwersytet w Liège przyznał mu doktorat honoris causa.

## Dyskografia
| Nagrany    | Wydany  | Album                                                                | Wykonawca – lider                                            | Wytwórnia            |
| ---------- | ------- | -------------------------------------------------------------------- | ------------------------------------------------------------ | -------------------- |
| 1960       | 1989    | Complete Candid Recordings of Cecil Taylor and Buell Neidlinger, The | Cecil Taylor / Buell Neidlinger                              | Mosaic               |
| 1960       | 1961    | World of Cecil Taylor, The                                           | Cecil Taylor Quartet                                         | Candid               |
| 1960       | 1988    | Air (The World of Cecil Taylor – ze zmienionym tytułem)              | Cecil Taylor Quartet                                         | Barnaby Records      |
| 1961       | 1988    | Cell Walk for Celeste                                                | Cecil Taylor                                                 | Candid               |
| 1961       | 1987    | Jumpin’ Punkins                                                      | Cecil Taylor                                                 | Candid               |
| 1961       | 1971?   | New York City R&B                                                    | Buell Neidlinger; w 1971 jako: Cecil Taylor/Buell Neidlinger | Candid               |
| 1961       | 1998    | Marty’s Garage                                                       | Buell Neidlinger – Marty Krystall                            | K2B2 Records         |
| 1961       | 1961    | Into the Hot                                                         | Gil Evans Orchestra, The                                     | Impulse!             |
| 1961/1966  | 1998    | Mixed                                                                | Cecil Taylor Unit / The Roswell Rudd Sextet                  | Impulse!             |
| 1962       | 1962    | Archie Shepp – Bill Dixon Quartet                                    | Archie Shepp / Bill Dixon                                    | Savoy                |
| 1963       | 1963    | Consequences                                                         | New York Contemporary Five                                   | Fontana Records      |
| 1963       | 1963    | Rufus                                                                | John Tchicai, Archie Shepp, J.C. Moses, Don Moore            | Fontana Records      |
| 1963       | 1963    | New York Contemporary Five vol. 1                                    | New York Contemporary Five                                   | Sonet Records        |
| 1963       | 1963    | New York Contemporary Five vol. 2                                    | New York Contemporary Five                                   | Sonet Records        |
| 1963       | 1993    | House I Live In, The                                                 | Archie Shepp i Lars Gullin Quintet                           | SteepleChase         |
| 1964       | 1964    | Archie Shepp and New York Contemporary Five / Bill Dixon – 7-tette   | Archie Shepp i New York Contemporary Five, Bill Dixon        | Fontana Records      |
| 1964       | 1964    | Four for Trane                                                       | Archie Shepp                                                 | Impulse!             |
| 1964       | 2002    | Love Supreme, A (Deluxe Edition)                                     | John Coltrane                                                | Impulse!             |
| 1964       |         | Communication                                                        | Jazz Composers Orchestra, The                                | Fontana Records      |
| 1965       | 1965    | Fire Music                                                           | Archie Shepp                                                 | Impulse!             |
| 1965       | 1978    | Further Fire Music                                                   | Archie Shepp                                                 | Impulse!             |
| 1965       | 1965    | On This Night                                                        | Archie Shepp                                                 | Impulse!             |
| 1965       | 1966    | Ascension (edition 1; edition 2)                                     | John Coltrane                                                | Impulse!             |
| 1965       | 1966    | New Thing at Newport                                                 | Archie Shepp / John Coltrane                                 | Impulse!             |
| 1965       | 1965?   | Major Works of John Coltrane, The                                    | John Coltrane z udziałem Archiego Sheppa                     | Impulse!             |
| 1966       | 1966    | Live in San Francisco                                                | Archie Shepp                                                 | Impulse!             |
| 1966       |         | Three For a Quarter, One For a Dime                                  | Archie Shepp                                                 | Impulse!             |
| 1966       | 1966    | Mama Too Tight                                                       | Archie Shepp                                                 | Impulse!             |
| 1966       | 1966    | Dealer, The                                                          | Chico Hamilton z udziałem Archiego Sheppa                    | Impulse!             |
| 1967       | 1967    | Magic of Ju-Ju, The                                                  | Archie Shepp                                                 | Impulse!             |
| 1967       | 1969    | Live at the Donaueschingen Music Festival                            | Archie Shepp                                                 | Impulse!             |
| 1967       | 1991    | Freedom                                                              | Archie Shepp                                                 | Jazz Music Yesterday |
| 1968       | 1968    | Way Ahead, The                                                       | Archie Shepp                                                 | Impulse!             |
| 1968-69    | 1970    | For Losers                                                           | Archie Shepp                                                 | Impulse!             |
| 1968-69    | 1974    | Kwanza                                                               | Archie Shepp                                                 | Impulse!             |
| 1969       | 1969    | Live at the Pan-African Festival                                     | Archie Shepp                                                 | BYG Actuel           |
| 1969       | 1969    | New Africa                                                           | Grachan Moncur III z udziałem Archiego Sheppa                | BYG                  |
| 1969       | 1969    | Yasmina, a Black Woman                                               | Archie Shepp                                                 | BYG Actuel           |
| 1969       | 1969    | Echo                                                                 | Dave Burrell z udziałem Archiego Sheppa                      | BYG Actuel           |
| 1969       | 1969    | Poem for Malcolm                                                     | Archie Shepp                                                 | BYG Actuel           |
| 1969       | 1969    | Hommage To Africa                                                    | Sunny Murray z udziałem Archiego Sheppa                      | BYG                  |
| 1969       | 1969    | Sunshine                                                             | Sunny Murray z udziałem Archiego Sheppa                      | BYG                  |
| 1969       | 1969    | Blasé                                                                | Archie Shepp                                                 | BYG Actuel           |
| 1969       |         | Luna Surface                                                         | Alan Silva And His Celestrial Communication Orchestra        | BYG                  |
| 1969       | 1969    | Ketchaoua                                                            | Clifford Thornton z udziałem Archiego Sheppa                 | BYG                  |
| 1969       | 1969    | Black Gipsy                                                          | Archie Shepp z udziałem Chicago Beau                         | America Records      |
| 1969       | 1970    | Pitchin Can                                                          | Archie Shepp                                                 | America Records      |
| 1969       | 1970    | Archie Shepp and Philly Joe Jones                                    | Archie Shepp i Philly Joe Jones                              | America Records      |
| 1970       | 1971    | Archie Shepp and the Full Moon Ensemble                              | Archie Shepp                                                 | BYG Actuel           |
| 1970       | 1970    | Coral Rock                                                           | Archie Shepp                                                 | America Records      |
| 1970       | 1976    | Doodlin'                                                             | Archie Shepp                                                 | Inner City           |
| 1971       | 1971    | Things Have Got to Change                                            | Archie Shepp                                                 | Impulse!             |
| 1972       | 1972    | Attica Blues                                                         | Archie Shepp                                                 | Impulse!             |
| 1972       | 1973    | Cry of My People, The                                                | Archie Shepp                                                 | Impulse!             |
| 1973       | 1994    | Live at the Festival                                                 | Bill Evans, Bobby Hutcherson, Karin Krog, Archie Shepp       | Enja                 |
| 1975       | 1975    | There’s a Trumpet in My Soul                                         | Archie Shepp                                                 | Arista/Freedom       |
| 1975       | 1975    | Montreux One                                                         | Archie Shepp                                                 | Arista/Freedom       |
| 1975       | 1975    | Montreux Two                                                         | Archie Shepp                                                 | Arista/Freedom       |
| 1975       | 1975    | Sea of Faces, A                                                      | Archie Shepp                                                 | Black Saint          |
| 1975       | 1978    | Body and Soul                                                        | Archie Shepp                                                 | Horo Records         |
| 1975       | 1976    | Archie Shepp. Jazz a Confronto 27                                    | Archie Shepp                                                 | Horo Records         |
| 1975       |         | I Know About the Life                                                | Charles Greenlee z udziałem Archiego Sheppa                  | Baystate             |
| 1975       | 1976    | Mariamar                                                             | Archie Shepp                                                 | Horo Records         |
| 1975       | 1976    | U-Joama (Unite)                                                      | Archie Shepp                                                 | Uniteledis           |
| 1975       | 1976    | Bijou                                                                | Archie Shepp                                                 | Musica Records       |
| 1975       | 1989    | Stream (Montreux 1975)                                               | Archie Shepp                                                 | Jazz Hour With       |
| 1976       | 1976    | Steam                                                                | Archie Shepp                                                 | Enja                 |
| 1976       | 1976    | Hi – Fly                                                             | Karin Krog i Archie Shepp                                    | Compendium           |
| 1976       | 1976    | Force. Sweet Mao – Suid Africa '76                                   | Max Roach i Archie Shepp                                     | Uniteledis           |
| 1976       | 1977    | Golden Number, The                                                   | Charlie Haden z udziałem Archiego Sheppa                     | Horizon              |
| 1977       | 1994    | Rising Sun Collecton, The                                            | Archie Shepp                                                 | Just a Memory        |
| 1977       | 1977    | Goin’ Home                                                           | Archie Shepp i Horace Parlan                                 | SteepleChase         |
| 1977       | 1984    | Ballads for Trane                                                    | Archie Shepp                                                 | Denon Records        |
| 1977       | 1977    | Day Dream                                                            | Archie Shepp                                                 | Denon Records        |
| 1977       | 1977    | In the Tradition                                                     | Archie Shepp                                                 | Horo Records         |
| 1977       | 1977    | Parisian Concert vol. 1                                              | Archie Shepp Quartet                                         | Impro                |
| 1977       | 1977    | Parisian Concert vol. 2                                              | Archie Shepp Quartet                                         | Impro                |
| 1977       | 1977    | Touch of the Blues, A                                                | Archie Shepp i Joe Lee Wilson                                | Fluid                |
| 1977       | 1992    | On Green Dolphin Street                                              | Archie Shepp                                                 | Denon Records        |
| 1978       |         | Early Summer in Tokyo                                                | Takashi Mizuhashi z udziałem Archiego Sheppa                 | Denon Records        |
| 1978       |         | Gon’s Delight                                                        | Takashi Mizuhashi z udziałem Archiego Sheppa                 | Denon Records        |
| 1978       | 1978    | Duet                                                                 | Archie Shepp i Dollar Brand                                  | Denon Records        |
| 1978       | 1978    | Live in Tokyo                                                        | Archie Shepp Quartet                                         | Denon Records        |
| 1978       |         | Maple Leaf Rag                                                       | Archie Shepp                                                 | Fluid                |
| 1978       |         | Tenor Saxes. Frankfurt Workshop '78                                  | George Adams, Heinz Sauer, Archie Shepp                      | Circle               |
| 1978       | 1986    | Devil Blues                                                          | Archie Shepp z udziałem George’a Adamsa                      | Circle               |
| 1978       | 1995    | Perfect Passions                                                     | Archie Shepp                                                 | WestWind             |
| 1978       | 1979    | It’s Easy to Remember                                                | Art Matthews z udziałem Archiego Sheppa                      | Baystate             |
| 1978       | 1989?   | Lady Bird                                                            | Archie Shepp                                                 | Denon Records        |
| 1979       | 1979?   | Live at the Totem vol.1                                              | Archie Shepp                                                 | Marge 08             |
| 1979       | 1979?   | Live at the Totem vol.2                                              | Archie Shepp                                                 | Marge 16             |
| 1979       |         | Things Have Got To Change („Live at the Totem vol.1” z bonusami)     | Archie Shepp                                                 | EPM Musique          |
| 1979       | 1993    | Invitation                                                           | Siegfried Kessler Trio z udziałem Archiego Sheppa            | Impro                |
| 1979       | 1979    | Bird Fire                                                            | Archie Shepp Quintet                                         | Impro                |
| 1979       | 1979    | Tray Of Siver                                                        | Archie Shepp                                                 | Denon                |
| 1979       |         | Divine Song                                                          | Sangeeta Michael Berardi z udziałem Archiego Sheppa          | New Pulse Artists    |
| 1979       | 1979?   | Long March, The                                                      | Archie Shepp / Max Roach                                     | hat Hut              |
| 1979       | 1979?   | Attica Blues Big Band. Live at the Palais des Glaces                 | Archie Shepp                                                 | Blue Marge           |
| 1980       | 1980    | Painted Lady                                                         | Abbey Lincoln / Archie Shepp                                 | Blue Marge           |
| 1980       | 1980    | Trouble in Mind                                                      | Archie Shepp / Horace Parlan                                 | Steeplechase         |
| 1980       | 1980    | Looking at Bird                                                      | Archie Shepp / Niels-Henning Ørsted Pedersen                 | SteepleChase         |
| 1980       | 1980    | Here Comes The Family                                                | Family Of Percussion i Archie Shepp                          | Nagara               |
| 1981       | 1981?   | I Know About the Life                                                | Archie Shepp i Kenny Werner, Santie Debriano, John Betsch    | Sackville            |
| 1981       | 1982    | My Man. Tribute to Sidney Bechet                                     | Archie Shepp Sextet                                          | Impro 06             |
| 1982       | 1982    | Mama Rose                                                            | Archie Shepp / Jasper van ’t Hof                             | WestWind             |
| 1982       | 1982    | Soul Song                                                            | Archie Shepp                                                 | Enja                 |
| 1982       | 1982(?) | One Down                                                             | Material z udziałem Archiego Sheppa i Whitney Houston        | Elektra Records      |
| 1983       | 1983    | Texas Twister                                                        | Johnny Copeland z udziałem Archiego Sheppa                   | Rounder Records      |
| 1983       | 2007    | Hiroshima                                                            | Sun Ra All Stars Band z udziałem Archiego Sheppa             | Saturn               |
| 1983       |         | Outer Peach Intensity – Energy                                       | Sun Ra z udziałem Archiego Sheppa                            | Saturn Gemini        |
| 1984       | 1984    | Down Home New York                                                   | Archie Shepp                                                 | Soul Note            |
| 1984       | 1984    | African Moods                                                        | Archie Shepp / Jeanne Lee                                    | Circle Records       |
| 1984       | 1984    | Good Life, The                                                       | Archie Shepp                                                 | Varrick              |
| 1985       | 1987    | Live „On Broadway”. California Meeting                               | Archie Shepp, George Cables, Herbie Lewis, Eddie Marshall    | Soul Note            |
| 1985       |         | You’re My Thrill                                                     | Archie Shepp / Michel Marre                                  | Vent Du Sud          |
| 1985       |         | Passion                                                              | Archie Shepp / Michel Marre                                  | 52e Rue Est          |
| 1985       | 1986?   | Little Red Moon                                                      | Archie Shepp                                                 | Soul Note            |
| 1986       |         | Eagle’s Flight                                                       | Tchangodei / Archie Shepp Duo                                | Volcanic             |
| 1987       | 1987    | Splashes. Tribute to Wilbur Little                                   | Archie Shepp i Horace Parlan i in.                           | L+R Records          |
| 1987       | 1987    | Reunion                                                              | Archie Shepp – Horace Parlan Duo                             | L+R Records          |
| 1987       | 1987    | The Fifth of May                                                     | Archie Shepp / Jasper van ’t Hof                             | L+R Records          |
| 1987       | 1987    | Three for Freedom                                                    | Tchangodei – Archie Shepp – Mal Waldron Trio                 | Volcanic             |
| 1987       | 1987    | En concert: 1st set                                                  | Archie Shepp / Horace Parlan                                 | 52e Rue Est          |
| 1987       | 1987    | En concert: 2nd set                                                  | Archie Shepp / Horace Parlan                                 | 52e Rue Est          |
| 1988       | 1989    | Lover Man                                                            | Archie Shepp / Annette Lowman                                | Timeless Records     |
| 1988       | 1988    | In Memory of ...                                                     | Archie Shepp oraz Chet Baker Quintet                         | L&R Music            |
| 1988       | 1988    | Ginseng                                                              | Tchangodei – Archie Shepp Quartet                            | Volcanic             |
| 1989       | 1989    | En concert à Banlieues Bleues                                        | Archie Shepp i Chris McGregor oraz Brotherhood of Breath     | 52e Rue Est          |
| 1989       |         | Body and Soul                                                        | Archie Shepp / Richard Davis                                 | Enja                 |
| 1989       |         | Octiminus                                                            | Archie Shepp / Francisco Mondragon Rio                       | Pulque               |
| 1990       | 1991    | I Didn’t Know About You                                              | Archie Shepp Quartet                                         | Timeless Records     |
| 1991       | 1991    | You Can’t Do That on Stage Anymore vol 4                             | Frank Zappa z udziałem Archiego Sheppa                       | Rykodisc             |
| 1991       |         | Swing Low                                                            | Archie Shepp / Horace Parlan                                 | Plainisphare         |
| 1992       | 1994    | Black Ballads                                                        | Archie Shepp                                                 | Timeless Records     |
| 1992       |         | Tenors of Yusef Lateef and Archie Shepp                              | Yusef Lateef / Archie Shepp                                  | YAL                  |
| 1993?      |         | Just Friends (soundtrack)                                            | Michel Herr / Archie Shepp                                   | AMC                  |
| 1994       | 1995    | Song of the Forest Boogaraboo                                        | Stephen McCraven z udziałem Archiego Sheppa                  | World McCMusic       |
| 1995       |         | Blue Ballads                                                         | Archie Shepp i John Hicks, George Mraz, Billy Drammond       | Venus                |
| 1995(?)    | 1995(?) | Sophisticated Lady                                                   | Archie Shepp                                                 | WestWind             |
| 1996       | 1997    | Bosco                                                                | Stephen McCraven z udziałem Archiego Sheppa i A. Blythe’a    | EFMIC Records        |
| 1996       | 1997    | Live in Paris                                                        | Archie Shepp / Eric Le Lann                                  | Arcade               |
| 1996       |         | True Ballads                                                         | Archie Shepp                                                 | Venus                |
| 1996       |         | True Ballads (not for sale)                                          | Archie Shepp                                                 | Venus                |
| 1996       |         | Something to Live For                                                | Archie Shepp sings                                           | Timeless Records     |
| 1998       | 1999    | St. Louis Blues                                                      | Archie Shepp                                                 | PAO Records          |
| 1998       |         | True Blue                                                            | Archie Shepp                                                 | Venus                |
| 1999       | 1999    | Conversations. Archie Shepp meets Kahil El’Zabar’s Ritual Trio       | Archie Shepp i Kahil El’Zabar’s Ritual Trio                  | Delmark              |
| 1999       | 2000    | Boom Bop                                                             | Jean-Paul Bourelly oraz Archie Shepp i Henry Threadgill      | PAO Records          |
| 2000       | 2001    | Live in New York                                                     | Roswell Rudd / Archie Shepp                                  | Verve Records        |
| 2001       | 2001    | Deja Vu                                                              | Archie Shepp                                                 | Venus                |
| 2002       | 2002    | Hungarian Bebop                                                      | Mihály Dresch Quartet i Archie Shepp                         | BMC Records          |
| 2002       | 2002    | Left Alone Revisited                                                 | Archie Shepp i Mal Waldron                                   | Enja                 |
| 2002       | 2003    | Bateau Lavoir + Archie Shepp                                         | Bateau Lavoir i Archie Shepp                                 | Bateau Lavoir        |
| 2002; 2007 | 2007    | Gemini                                                               | Archie Shepp 4tet i Chuck D                                  | Archie Ball          |
| 2003       | 2004    | First Take                                                           | Archie Shepp i Siegfried Kessler                             | Archie Ball          |
| 2003       | 2005    | Kindred Spirits vol. 1                                               | Archie Shepp i Dar Gnawa de Tanger                           | Archie Ball          |
| 2006       | 2006    | Identité en crescendo                                                | Rocè z udziałem Archiego Sheppa                              | EmArcy               |
| 2007       | 2009    | Phat Jam in Milano                                                   | Archie Shepp i Napoleon Maddox                               | Dawn of Freedom      |

### Kompilacje
| Nagrany | Wydany | Tytuł albumu                              | Wykonawca                          | Wytwórnia    |
| ------- | ------ | ----------------------------------------- | ---------------------------------- | ------------ |
| 1965    |        | Definitive Jazz Scene vol.3, The          | różni artyści (m.in. Archie Shepp) | Impulse!     |
| 1965    | 1966   | New Wave in Jazz, The                     | różni artyści (m.in. Archie Shepp) | Impulse!     |
| 1969    |        | I Giganti Del Jazz, vol. 1                | różni artyści (m.in. Archie Shepp) | Curcio       |
| 1992    |        | Sax Legends vol. 1                        | różni artyści (m.in. Archie Shepp) | Paddle Wheel |
| 1992    |        | Sax Legends vol. 2                        | różni artyści (m.in. Archie Shepp) | Paddle Wheel |
| 2001    |        | Venus Special Sampler 2001 (not for sale) | różni artyści (m.in. Archie Shepp) | Venus        |